# Cornu Luncii
Cornu Luncii is een Roemeense gemeente in het district Suceava.
Cornu Luncii telt 7482 inwoners.